# Dysstroma marmorata
Dysstroma marmorata är en fjärilsart som beskrevs av Heydemann 1929. Dysstroma marmorata ingår i släktet Dysstroma och familjen mätare. Inga underarter finns listade i Catalogue of Life.